# 酸湯魚
酸湯魚（中国語: 酸汤鱼、スアンタンユイ、スワンタンユゥ、Suantangyu）は貴州料理の代表的な1つ。
貴州省の東南部で発祥した料理であり、ミャオ族の伝統料理と言われる。結婚式や新生児の生後1ヶ月の祝い、集落の会食など重要な場で出されるご馳走として食されている。
「酸湯」はトマトを発酵させた酸味のあるスープで、料理の赤い色はこれに由来する。貴州料理は四川料理に大分類され見た目の色が赤いことから辛そうなイメージがあるが、辛さは控えめで酸味が特徴となっている。魚はソウギョ、ライギョといった淡水魚が用いられる。旬の野菜やトウガラシ、ショウガといった味付けで、日本人にも親しみやすい味であり、日本人への人気も高い。
貴州地方は地形が険しいことと、多雨による高湿度のため、昔から塩の不足に悩まされていた。清朝時代の『続黔書』に依れば、当時の貴州地方では塩1斤（約500グラム）と米1斗（約6.25キログラム）とが交換対象であった。こういった塩不足から貴州地方在住であるミャオ族では「塩の代わりに酸を使う」という料理が発達した。